# Nocera Umbra
Nocera Umbra es una comuna italiana situada en la provincia de Perugia, en la región de Umbría, en el centro de la península italiana. La ciudad se encuentra 15 kilómetros al este de Foligno. Desde el 29 de mayo de 2007 su alcalde es Donatello Tinti. En la ciudad se encuentra la Catedral de Nocera con pinturas murales obra de Niccolò Alunno.

## Historia
Nocera Umbra fue fundada en el siglo VII a. C. por habitantes de Camerinum, una población umbra que dejaron su lugar de origen durante un periodo "ver sacrum" o primavera sagrada. El nombre de Nocera en el idioma osco-umbro era Noukria, que significa "nuevo".
La población romana no estaba situada en la colina que se encuentra la ciudad, sino en el valle, cerca del riachuelo de Topino.
Nuceria Camellana, nombre latino de la población pasó a manos de Roma entre finales del siglo IV a. C. y principios del III a. C., recibiendo el estatus de municipium. Pronto adquirió importancia estratégica debido a que estaba situada en la rama de la Vía Flaminia que unía Roma con el Adriático y que iba de Forum Flamini (San Giovanni Profiamma, cerca de Foligno) a Fanum, en la Regio V Picenum. Aún se conservan algunos restos de caminos de la época romana. Desde Nuceria los romanos construyeron otro camino - la Septempedana - que conducía a los puestos militares de Prolaqueum y Septempeda, en la vertiente adriática de los Apeninos.
Según Plinio el Viejo, Nuceria estaba habitada por dos gens, los Nucerini Favonienses (fieles a la diosa Favonia) y los Camellani (originarios de Camerinum o tal vez fabricantes de camellae, pequeños recipientes de madera). Estrabón escribió que la población era famosa por la producción de recipientes de madera, tal vez barriles. La población alcanzó su máximo apogeo durante los dos primeros siglos de la era cristiana.
En el año 217 a. C., durante la segunda guerra púnica, se afirma que Aníbal, en su camino al mar Adriático, acampó con su ejército después de la batalla del Lago Trasimeno cerca de la población, en un lugar llamado aún hoy en día Affrica. Cerca de Nuceria, en las orillas del ahora desecado lago Plestinus, el comandante de la caballería romana, C. Centenius, combatió con 4.000 caballeros contra las tropas cartaginesas mandadas por Maharbal.
Durante el siglo V se creó la diócesis de Nocera, el mismo siglo en que la población romana fue destruida, posiblemente por los visigodos. Los supervivientes reconstruyeron la ciudad en lo alto de la colina, donde se encuentra la ciudad actual. Los lombardos ocuparon la ciudad y dejaron una arimannia y un gastaldo, para finalmente convertirse en un condado en durante la dominación franca en el siglo IX. La población amurallada -conocida en los documentos contemporáneos como arx fortissima protegía la frontera norte del ducado de Spoleto contra los bizantinos situados en Gualdo Tadino. La importancia de Nocera durante el periodo lombardo se acentúa por la necrópolis excavada en 1897, y cuyos objetos obtenidos -armas, joyas, utensilios y cerámicas- forman el principal patrimonio del Museo dell'alto Medioevo de Roma.
Durante la Edad Media Nocera adquirió su carácter de ciudad amurallada. En 1202 la ciudad cayó en poder de Perugia, siendo destruida en 1248 por el emperador Federico II Hohenstaufen. Poco después la ciudad pasó a ser un dominio de los Trinci de Foligno. En 1421 el castellano de Nocera, Pietro di Rasiglia, sospechando una relación adúltera entre su esposa y Nicolás I Trinci, invitó a la familia Trinci al completo a una cacería y los asesinó a todos excepto al joven Corrado IV Trici, quien vengó la muerte de sus parientes atacando la ciudad y matando al castellano.
En 1439, el cardenal Giovanni Vitelleschi conquistó el señorío de los Trinci y Nocera fue anexionado a los Estados Pontificios. La ciudad, salvo en el periodo de dominación napoleónica, permaneció en poder del papado hasta 1860, cuando como parte de Umbría fue anexionado por el Reino de Italia.
La ciudad y las aldeas adyacentes han sufrido las consecuencias de varios terremotos. Los más importantes tuvieron lugar el 30 de abril de 1279, el 17 de abril de 1747 y el 26 de septiembre de 1997.

## Demografía
| Gráfica de evolución demográfica de Nocera Umbra entre 1861 y 2001 |
|                                                                    |
| Fuente ISTAT - elaboración gráfica de Wikipedia                    |

## Fracciones
Acciano, Africa, Aggi, Bagnara, Bagni, Boschetto, Boschetto Basso, Capannacce, Casa Paoletti, Casaluna, Case, Case Basse, Castiglioni, Castrucciano, Cellerano, Colle, Colle Croce, Colpertana, Colsaino, Gaifana, Isola, La Costa, Lanciano, Largnano, Le Moline, Maccantone, Mascionchie, Molina, Molinaccio, Montecchio, Mosciano, Mugnano, Nocera Scalo, Nocera Umbra Stazione, Pettinara, Ponte Parrano, Schiagni, Sorifa, Villa di Postignano y Ville Santa Lucia.